# Нікелеві родовища та прояви Середнього Побужжя
Нікелеві родовища та прояви Середнього Побужжя
За умовами утворення і локалізації відомі в Середньому Побужжі рудопрояви та родовища нікелю поділяються на декілька генетичних типів: силікатні кобальт-нікелеві руди кір вивітрювання (залишкові), магматичні сульфідні мідно-нікелеві та кобальт-нікелеві сульфідно-арсенідні жильні. Останні два типи представлені лише поодинокими об'єктами, тоді як силікатні кобальт-нікелеві руди мають провідну роль і важливе економічне значення для регіону і держави в цілому.
Всі відомі поклади силікатних нікелевих руд (8 родовищ та понад 10 рудопроявів) зосереджені в межах Побузького рудного району, де переважна більшість з них сконцентрована в Деренюхінському рудному вузлі. Вивчення, розвідка та оцінка кобальт-нікелевих проявів розпочалася у 50-х роках і завершилася наприкінці 80-х — початку 90-х років. По 6 родовищам (Липовеньківське, Деренюхінське, Капітанівське, Пушкінське, Грушківське, Тернуватське) затверджено запаси кат. В та С1 в ДКЗ СРСР, а на Кам'янобалківському та Лащівському, родовищах проведено детальну розвідку з підрахунком запасів категорії B+C1 (не затверджені). На базі родовищ до недавнього часу працював Побузький нікелевий комбінат з річною продуктивністю у 950 тис. т руди. Після декількох років зупинки комбінат знову почав працювати.
Усі без виключення родовища та прояви силікатного нікелю пов'язані з латеритною корою вивітрювання серпентинізованих ультраосновних порід капітанівського та деренюхінського комплексів, а їх промислове значення визначається розміром гіпербазитових масивів та ступенем збереження кори вивітрювання. Розміщення ж масивів основних ультраосновних порід контролюється як глибинними факторами (капітанівський комплекс), так і структурно тектонічними.
Майже на всіх відомих об'єктах нікелеві руди містять промислові або близькі до промислових концентрації кобальту, а подекуди й заліза, і таким чином можуть розглядатися як комплексні прояви. На всіх родовищах нікелю підраховано запаси кобальту як супутнього компоненту. Геологічна будова цих проявів подібна. Контури рудних тіл з кондиційними параметрами визначаються опробуванням. Зазвичай це субгоризонтальні поклади у вигляді шарів чи лінз зі складною неправильною формою в плані. Займають площу від сотень до десятків тисяч квадратних метрів. Потужність нікеленосної кори вивітрювання коливається від 1 до 50 м, не перевищуючи в середньому для промислових руд перших метрів. В загальному вигляді профіль нікеленосної кори вивітрювання поділяється на 4 зони (зверху): 1) бурі залізняки та вохри; 2) нонтроніти; 3) нонтронітизовані серпентиніти; 4) карбонатизовані серпентиніти. Головні запаси нікелю зосереджені у другій зоні, значно менше — у нижній частині зони вохр та верхній частині нонтронітизованих серпентинітів. З першою зоною пов'язані залізорудні поклади з вмістом заліза на рівні 21—27 %. Складені гідроокисами заліза і містять цінні домішки нікелю та кобальту.
Нонтронітові руди у вигляді суцільної пухкої (розсипчастої) маси містять 0,9—1,0 % нікелю з нерівномірним його розподілом в межах покладу. Підвищений вміст кобальту в цілому збігається з промисловими горизонтами нікелевих руд, де він концентрується в гідроокисах марганцю, які спостерігаються у вигляді невеликих гнізд, прожилків, скупчень неправильної форми. Співвідношення кобальту до нікелю дорівнює близько 1:20, при середньому вмісті першого близько 0,036—0,064 %. Крім того, на деяких проявах у нікеленосних корах вивітрювання встановлено аномальний вміст золота до декількох г/т. На Тернуватській ділянці проводилися дослідження на предмет використання ультраосновних порід як магнезіальної сировини. Глибина залягання силікатних кобальт-нікелевих руд варіює від перших метрів до перших десятків метрів. Родовища розробляються відкритим способом. На цей час Деренюхінське родовище відпрацьоване повністю, Липовеньківське — законсервовано. Інші родовища не розробляються.
Капітанівське нікелеве родовище є типовим представником нікелевих руд залишкового типу. Розвідане у 1958 році, довивчалося у 1989 році. Пов'язане з однойменним масивом серпентинізованих основних-ультраосновних порід, останні з яких становлять 95 % об'єму інтрузії.
Демов'ярський рудопрояв сульфідних мідно-нікелевих руд виявлено в межах Тернуватського рудного поля, де зони сульфідно-вкрапленої халькопірит-піротинової з пентландитом мінералізації встановлено в межах південно-східного замикання Молдовської синформної структури. Внутрішня частина структури складена гнейсами хащувато-заваллівської світи, які вміщують тіла основних-ультраосновних порід деренюхінського комплексу. Останні утворюють два невеликих масиви у північно-східному крилі і зазнали інтенсивного окварцювання (особливо габро-амфіболіти) з формуванням зон окварцювання потужністю до 140 м, які, в свою чергу, містять мономінеральні кварцові жили з розсіяною вкрапленістю сульфідів (до 3-5 %). Подекуди вміст сульфідів сягає 30-40 % (піротин, халькопірит, пірит, арсенопірит). Окварцовані породи та жили кварцу несуть золоту мінералізацію (0,01-19,9 г/т).
Мідно-нікелеві руди у вигляді зон сульфідної прожилково-вкрапленої мінералізації та сульфідних тіл приурочені до ендо-, іноді екзоконтактів перидотитових та піроксенітових прошарків з покладами габро-амфіболітів. Рудні тіла мають потужність від 0,1-0,5 до 11,0 м і простежені на відстань близько 2 км. Розмах зруденіння на глибину перевищує 500 м. Вміст металів в рудах коливається (%): нікелю –– 0,27-0,44; міді –– 0,07-0,736; кобальту –– 0,01-0,02. Руди містять аномалії золота (до 0,03 г/т), срібла (до 0,5 г/т), молібдену, арсену. У північній частині ділянки зафіксовано метасоматичні мінерали кобальту та нікелю, представлені арсенідами та сульфоарсенідами, що приурочені до скарноподібних порід на контакті габро амфіболітів та ультрабазитів. Зони сульфідизації супроводжуються графітизацією, карбонатизацією та скарнуванням вміщуючих порід, які до того ж розсланцьовані й брекчійовані. На рудопрояві проведено пошуки з підрахунком прогнозних ресурсів категорії P3 до глибини 200 м.
Савранський рудопрояв сульфідно-арсенідних кобальт-нікелевих руд виявлено в межах однойменного рудного поля, де він приурочений до апопіроксенових метасоматитів, які утворилися в межах зони Тальнівського глибинного розлому по породах бузької серії. Зона мінералізації в метасоматитах приурочена до інтенсивно катаклазованих та мілонітизованих порід хащувато-заваллівської світи. Простежена у північному напрямку на відстань понад 500 м. У межах зони мінералізації виділяється серія рудних тіл прожилкового типу потужністю 0,5 см зі складним мінеральним парагенезисом. Рудні асоціації представлені різноманітними сульфідами, арсенідами, самородними елементами, провідними серед яких є арсенопірит, нікелін, герсдорфіт, льолінгіт. Максимальний вміст нікелю сягає 1,58 % при середньому його вмісті по рудоносній зоні 0,4 % і кобальту 0,037 %. Руди відрізняються відносно низьким вмістом міді — не більше 0,03 %, підвищеними концентраціями сурми (до 0,05 %), золота (до 0,95 г/т) і високими (до декількох відсотків) арсену. Висячий та лежачий боки рудної зони характеризуються геохімічними аномаліями вісмуту — до 2 г/т. Рудопрояв заслуговує уваги за умов комплексної розробки разом з відомими тут рудами золота.